# Glattbrücke Rümlang
Die Glattbrücke Rümlang ist eine historische gedeckte Holzbrücke über den Fluss Glatt in Rümlang, Kanton Zürich. Sie befindet sich heute abseits des Durchgangsverkehrs südöstlich von Rümlang an einem Umfahrungsweg des Flughafens Kloten.

## Baugeschichte
Die gedeckte Fachwerk-Holzbrücke wurde 1767 in Oberglatt vom Baumeister Johannes Grubenmann erstellt, wobei sie eine offene Holzbrücke aus dem 16. Jahrhundert ersetzte.
Es handelt sich wahrscheinlich um die älteste bestehende Brücke im Kanton Zürich, deren Baudatum bekannt ist. Sicher ist sie die älteste bestehende Holzbrücke des Kantons. Ausserdem ist es die älteste und grösste bestehende Brücke, die einem der beiden Brüder Grubenmann zugeschrieben werden kann, und eines der wenigen authentischen Zeugnisse ihrer Bautätigkeit.
Durch die Firma Locher & Cie wurden 1923 die Querträger ausgewechselt und verstärkt.
Nach dem Bau einer Betonbrücke musste das alte Werk weichen. Zur Erhaltung als Baudenkmal wurde die Brücke 1950 etwa 4½ Kilometer flussaufwärts nach Rümlang versetzt.
Um das Jahr 2000 wurde rund 125 Meter flussabwärts eine neue Brücke errichtet, die die Zufahrt zu den Flughafenbetrieben am Tor 130 vereinfacht. Für die Holzbrücke gilt seither ein Fahrverbot. 

## Baukonstruktion
Ihre Konstruktion ist von besonderem Interesse, weil Johannes Grubenmann hier zum ersten Mal als Tragkonstruktion ein sechsseitiges Stabpolygon aus eichenen, an jeder Hängesäule gestossenen Streben verwendet hat, verstärkt durch ein Fachwerk mit Druckstreben, das, wie alle anderen Konstruktionsteile, aus Tannenholz gezimmert ist. Dieses Stabpolygon besteht aus drei übereinander angeordneten Balken und ist als durchlaufendes Kreissegment gestaltet, so dass sich der Anschein ergibt, als bestehe das Haupttragwerk der Brücke aus Bogenträgern.

## Erhaltenswertes Objekt
Das hohe Baualter der Brücke, ihre Seltenheit in einer Landesgegend, wo die meisten hölzernen Grossbrücken in den Kämpfen von 1799 zerstört wurden, ihre formal ungewöhnliche Konstruktion und ihre Bedeutung als authentisches Bauwerk des Bruders und wichtigsten Mitarbeiters von Hans Ulrich Grubenmann begründen die Einstufung als Objekt von nationaler Bedeutung.
Die Brücke ist ein Kulturgut von regionaler Bedeutung.